# NGC 7034
NGC 7034 é uma galáxia elíptica (E) localizada na direcção da constelação de Pegasus. Possui uma declinação de +15° 09' 04" e uma ascensão recta de 21 horas, 09 minutos e 38,1 segundos.
A galáxia NGC 7034 foi descoberta em 17 de Setembro de 1863 por Albert Marth.